# Punxsutawney Phil
Punxsutawney Phil egy mormota, amelynek február 2-ai viselkedését a tél hosszára vonatkozó meteorológiai előrejelzésnek tekintik amerikai hívei.
Phil, a mormota a pennsylvaniai Punxsutawney városban él. A városi „mormota napot” (Groundhog Day) 1887 óta ünneplik. Azóta minden évben kiviszik a szabadba az aktuális Philt február 2-án. Ha az állat meglátja az árnyékát, akkor még legalább hat hétig tart a tél, ha nem, akkor korán jön a tavasz.
A pennsylvaniai tavaszjóslás valószínűleg  német telepeseitől ered, akik odahaza sün segítségével próbálták meg kideríteni, hogy még mennyi ideig tart a tél. A mormotanapot Amerikában és Kanadában egyaránt megünneplik, első említése 1841-es.
Phil és párja, Phyllis nem vadon él, hanem a helyi gyerekkönyvtár mellett egy légkondicionált szuperodúban. A rágcsáló nem alszik téli álmot, mint társai, így február 2-án is ébren van. Egyszer megpróbált elszökni, de elkapták. A legenda szerint Phil azért él már több mint száz éve, mert minden nyáron, a Mormota Pikniken iszik egy életelixírből.
A Punxsutawney Mormota Klub annak ellenére komolyan veszi Phil előrejelzéseit, hogy jóslatainak pontossága mindössze 39 százalékos. Phil azóta közismert, hogy szerepelt az 1993-ban bemutatott Idétlen időkig című Bill Murray-filmben. A mormota ellen 2013-ban vádat emelt az ohiói Bulter megye ügyésze, amiért tévesen jósolt korai tavaszt. Mike Gmoser a tavasz hamis értelmezése miatt emelt vádat az állat ellen. Az ügyész így nyilatkozott később: „Amikor munkába mentem, hideg volt és szél fújt, és azt mondtam magamnak, hogy valami baj lehet Phillel. Punxsutawneynek felelnie kell ezért.”